# Tanx
Tanx este al optulea album al trupei britanice de rock T. Rex , lansat în 1973 . Tanx a fost un succes în Marea Britanie și Europa dar în SUA nu a atins valoarea lui The Slider , clasându-se doar pe locul 102 în topul albumelor . A fost criticat de jurnaliști care au spus cǎ sonoritatea mai maturǎ și mai întunecatǎ a discului a fost o ieșire neinspiratǎ din tiparele rock-ului melodic cu care formația devenise celebrǎ . 

## Tracklist
1. "Tenement Lady" (2:55)
2. "Rapids" (2:48)
3. "Mister Mister" (3:29)
4. "Broken Hearted Blues" (2:02)
5. "Shock Rock" (1:43)
6. "Country Honey" (1:47)
7. "Electric Slim and The Factory Hen" (3:03)
8. "Mad Donna" (2:16)
9. "Born to Boogie" (2:04)
10. "Life Is Strange" (2:30)
11. "Street and Babe Shadow" (2:18)
12. "Highway Knees" (2:34)
13. "Left Hand Luke and The Beggar Boys" (5:18)

- Toate cântecele au fost compuse de Marc Bolan

## Componențǎ
- Marc Bolan - voce , chitarǎ
- Mickey Finn - conga , percuție de mânǎ , voce
- Steve Currie - bas
- Bill Legend - tobe
- Tony Visconti - mellotron
- Casey Howard - saxofon